# Regne de Garo
El regne de Garo, també conegut com a Bosha per la seva dinastia governant, fou un antic regne africà establert pels sidames; estava situat a la perifèria de la regió de Gibe a Etiòpia. Limitava al nord amb el regne de Janjero, a l'est amb el riu Omo, i al sud amb el riu Gojeb que separava Garo del regne de Kaffa; per l'oest mancava de límits definits i els habitants van construir una sèrie de trinxeres i fortins per defensar-se dels atacs dels oromos del regne de Jimma.

## Història
Werner Lange planteja la possibilitat que el regne de Garo fos una dependència d'Ennarea, de la mateixa manera que Ennarea havia estat part del regne de Damot. En el regnat de Yeshaq I d'Etiòpia, Garo s'hauria separat d'Ennarea, i va passar a ser un estat tributari d'Etiòpia; podria ser l'estat de «Bosge» esmentat a l'itinerari de Zorzi. Al segle xvi l'emperador Sarsa Dengel va convèncer el rei de Garo d'abraçar oficialment el cristianisme; al segle xvii Etiòpia va perdre contacte amb Garo, i es presenta un llarg període en blanc (gairebé tot el segle), si bé cal suposar que sota pressió dels guerrers oromos que emigraven cap a la regió de Gibe, «el rei Bosha de Garo hauria retrocedit i el país hauria disminuït fins a quedar limitat a una petita àrea aïllada als boscos dels altiplans de May Gudo (Muntanya Maigudo) que és el que quedava al final del segle».
Garo no obstant va sobreviure com estat independent fins al regnat d'Abba Gomol de Jimma, que va conquerir la darrera part aïllada del regne. Quan l'emperador Haile Selassie va annexionar Jimma, un descendent de Dagoye, el darrer rei de Garo, vivia en condicions de semi-desterrament a Jiren.

## Reis
| Període                           | Sobirà (títol: Tato)         | Notes                                                                               |
| --------------------------------- | ---------------------------- | ----------------------------------------------------------------------------------- |
| Dinastia Tegra'i Bushasho o Boshe |                              |                                                                                     |
| 1567 a 1600                       | Ambiraj, tato                | també conegut com «Bosha» i probablement «Giyorgis»; Fundador de la dinastia Bosha. |
| 1600 a 1630                       | Magela, tato                 |                                                                                     |
| 1630 a 1660                       | Daro, tato                   |                                                                                     |
| 1660 a 1690                       | Chowaka, tato                |                                                                                     |
| 1690 a 1720                       | Leliso, tato                 |                                                                                     |
| 1720 a 1740                       | Wako, tato                   |                                                                                     |
| 1740 a 1760                       | Malko, tato                  |                                                                                     |
| 1760 a 1780                       | Gabito, tato                 | Deposat                                                                             |
| 1780 a 1790                       | Chaso, tato                  | Usurpador                                                                           |
| 1790 a 1845                       | Dukamo, tato                 |                                                                                     |
| 1845 a 1865                       | Ogata, tato                  |                                                                                     |
| 1865 a 1883                       | Dagoye, tato                 |                                                                                     |
| 1883                              | Annexionat al regne de Jimma | Annexionat al regne de Jimma                                                        |